# Édouard Du Puy
Jean Baptiste Édouard Louis Camille Du Puy, né vers 1770 dans la Principauté de Neuchâtel en Suisse et mort le 3 avril 1822 à Stockholm en Suède, est un chanteur d'opéra, chef d'orchestre, violoniste et compositeur de la période classique.
Du Puy a vécu et travaillé à Copenhague et Stockholm de 1793 jusqu'à sa mort en 1822.

## Premières années
Édouard Du Puy naît vers 1770 à Corcelles-Cormondrèche dans la Principauté de Neuchâtel,,,, bien que les sources diffèrent sur l'année exacte.
Il séjourne chez des parents nourriciers puis déménage à l'âge de quatre ans chez un oncle à Genève, dans la république de Genève, où il est élevé jusqu'à sa treizième année puis est envoyé à Paris où, pendant trois ans, il apprend le piano avec Jan Ladislav Dussek et le violon avec François Chabran,,,.
À partir de 1786, à l'âge de 16 ans, il est employé à la cour du prince Henri de Prusse (frère du roi Frédéric le Grand) au château de Rheinsberg,,, : en 1789, il y est nommé premier violon en remplacement de Johann Abraham Peter Schulz, appelé au Danemark comme chef de chœur à l'Orchestre royal du Danemark. Du Puy travaille à Rheinsberg pendant quatre ans tout en étudiant les harmonies avec Carl Friedrich Christian Fasch à Berlin,,.

## Stockholm

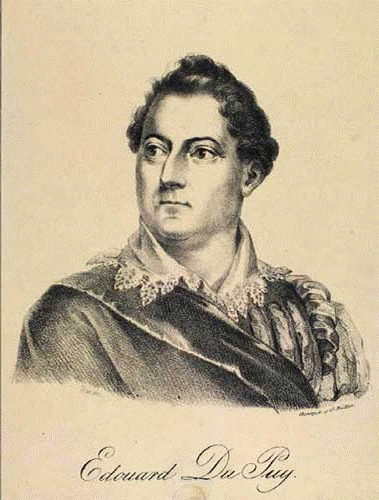
Édouard Du Puy dans sa maturité.

En 1792-1793, alors âgé d'une vingtaine d'années, Édouard Du Puy voyage dans tout le Saint-Empire romain germanique et en Pologne, donnant des concerts dans les grandes villes,,. Vers la fin de l'année 1793, il arrive à Stockholm en Suède, où il est nommé comme second maître des concerts à la cour et comme chanteur d'opéra à l'Opéra royal,,. Au cours de cette période, il entretient une liaison avec Sophie Hagman.
En 1799, il tombe en disgrâce auprès du roi Gustave IV Adolphe de Suède pour avoir fait l'éloge de Napoléon : il est alors banni de Suède et se rend à Copenhague au Danemark.

## Copenhague
À Copenhague, Du Puy gagne sa vie au début en donnant des cours de musique. Il donne un concert au Théâtre royal danois le 29 mars 1800, interprétant entre autres un concerto pour violon qu'il avait lui-même composé. Après cela, il est rapidement nommé premier violon à la chapelle royale et, en 1802, chanteur d'opéra. Il connaît un grand succès en tant que chanteur d'opéra, notamment dans le rôle de Don Giovanni dans l'opéra de Mozart. Entre-temps, il continue à se produire ailleurs en tant que chanteur, violoniste et metteur en scène. Ses compositions sont alors populaires, en particulier le singspiel Ungdom og Galskab eller List over list (Youth and Folly) et un certain nombre de chansons écrites pour diverses pièces de théâtre.
À l'époque, Édouard Du Puy est l'un des directeurs du club le plus prestigieux de Copenhague, appelé L'Harmonie.
En 1801, au moment de l'expédition des Britanniques contre Copenhague, sous le commandement de Nelson, Du Puy  s'engage dans le corps de volontaires organisé pour la défense de la ville,, le Kongens Livjægerkorps. En 1807, lors du bombardement de la ville par la marine anglaise durant les guerres napoléoniennes, il se distingue par son courage et est nommé lieutenant,,. En tant que lieutenant, Du Puy ne peut plus se produire sur scène, mais il continue à être premier violon et à donner des cours de chant.

## Bannissement et retour en Suède
Édouard Du Puy avait eu un enfant pendant son séjour à Rheinsberg, mais lorsqu'il arrive à Copenhague, il épouse Anna Louise Frederikke Müller en 1803 et a plusieurs liaisons. Il aurait également une liaison avec la princesse Charlotte-Frédérique de Mecklembourg-Schwerin, mariée au prince héritier Christian VIII et mère du roi Frédéric VII de Danemark. Le prince Christian divorce de sa femme et l'envoye en exil intérieur à Horsens, tandis que Du Puy est banni du Danemark.
Le compositeur demande l'amnistie, mais en vain. Il séjourne quelque temps à Paris puis retourne en 1810 à Stockholm, où le roi Gustave IV Adolphe avait été déposé par un coup d'État en 1809. En 1812, Du Puy est réintégré à l'opéra en tant que chanteur et est nommé maître de chapelle de la cour,,. Il incarne entre autres le personnage de Figaro dans Les Noces de Figaro de Mozart. En 1795, Du Puy est membre de l'Académie royale de musique de Suède et devient professeur titulaire en 1814.

## Mort
Édouard Du Puy décède le 3 avril 1822 d'une apoplexie foudroyante à Stockholm,,,.
Il est enterré au cimetière Johannes de Stockholm, où l'Académie royale de musique de Suède érige un monument en son honneur en 1866. Lors de ses funérailles, le Requiem de Mozart est joué pour la première fois en Suède.

## Œuvre

### Œuvres de théâtre
Édouard Du Puy a été actif dans les domaines du ballet-pantomime, du Singspiel, du divertissement, du drame, de l'opéra, de la comédie et de l'opéra-comique :
- Arlequin magicien par amour, ballet-pantomime en 2 actes (1793 Stockholm)
- Stråtrövaren (Der Straßenräuber), ballet-pantomime en 1 acte (1794 Stockholm)
- De ädelmodiga bönderna (Die edelmütigen Bauern) (1797 Stockholm)
- Ungdom og Galskab eller List over list (Jugend und Torheit oder List um List, Youth and Folly), Singspiel en 2 actes (1806 Copenhague)
- Föreningen (Die Vereinung), divertissement en 1 acte (1815 Stockholm)
- Jenny Mortimer, drame en 3 actes (1817 Stockholm)
- Björn Jernsida, opéra inachevé (seulement 2 des 3 actes) (1817 Stockholm)
- Balder, divertissement en 1 acte (1818 Stockholm)
- Agander och Pagander, comédie en 1 acte (1818 Stockholm)
- Felicie eller Den romanska flickan (Felicie oder Das römische Mädchen), opéra-comique en 3 actes (1821 Stockholm)
- Festen för den gamle generalen (ballet)

### Œuvres instrumentales
- Requiem en ut mineur pour orgue (1807)
- Concerto pour violon en ut majeur
- Concerto pour violon en ré mineur
- Concerto pour violon en mi majeur
- Concerto pour 2 violons
- Concerto pour basson en ut mineur
- Concerto pour flûte en ré mineur
- Concerto pour clarinette
- Concerto pour basson
- Concerto pour cor
- Quatuor n° 2 pour cordes
- Quintette en ut mineur pour cordes
- Quintette en la mineur pour basson et cordes
- Introduction et Polonaise pour clarinette et piano
- Duos pour violon
- 12 contre-danses pour piano
- Quatuor de cors
- Trio de cors
- 6 quatuors pour 2 ténors et 2 basses

## Enregistrements
- Classic Sonatas, sonates de Charles Bochsa, Johann Baptist Vanhal, Édouard Du Puy et Anton Eberl, par Karl Leister à la clarinette et Ferenc Bognár au piano (Camerata CM-28060, 2004)
- Romantic Flute Concertos, concertos pour flûte d'Édouard Du Puy et Ferdinand Büchner par Ginevra Petrucci (flûte) et l'Orchestra I Pomeriggi Musicali, dir. Maurizio Ciampi (Brilliant Classics 95192, 2015)